# Grand Prix Luksemburga 1998
Grand Prix Luksemburga 1998 – piętnasta runda Mistrzostw Świata Formuły 1 w sezonie 1998.

## Lista startowa
| Nr | Kierowca              | Zespół                       | Samochód       | Silnik                | Opony |
| -- | --------------------- | ---------------------------- | -------------- | --------------------- | ----- |
| 1  | Jacques Villeneuve    | Winfield Williams            | Williams FW20  | Mecachrome 3,0l V10   | G     |
| 2  | Heinz-Harald Frentzen | Winfield Williams            | Williams FW20  | Mecachrome 3,0l V10   | G     |
| 3  | Michael Schumacher    | Scuderia Ferrari Marlboro    | Ferrari F300   | Ferrari 3,0l V10      | G     |
| 4  | Eddie Irvine          | Scuderia Ferrari Marlboro    | Ferrari F300   | Ferrari 3,0l V10      | G     |
| 5  | Giancarlo Fisichella  | Mild Seven Benetton Playlife | Benetton B198  | Playlife 3,0l V10     | B     |
| 6  | Alexander Wurz        | Mild Seven Benetton Playlife | Benetton B198  | Playlife 3,0l V10     | B     |
| 7  | David Coulthard       | West McLaren Mercedes        | McLaren MP4/13 | Mercedes 3,0l V10     | B     |
| 8  | Mika Häkkinen         | West McLaren Mercedes        | McLaren MP4/13 | Mercedes 3,0l V10     | B     |
| 9  | Damon Hill            | Benson & Hedges Jordan       | Jordan 198     | Mugen-Honda 3,0l V10  | G     |
| 10 | Ralf Schumacher       | Benson & Hedges Jordan       | Jordan 198     | Mugen-Honda 3,0l V10  | G     |
| 11 | Olivier Panis         | Gauloises Prost Peugeot      | Prost AP01     | Peugeot 3,0l V10      | B     |
| 12 | Jarno Trulli          | Gauloises Prost Peugeot      | Prost AP01     | Peugeot 3,0l V10      | B     |
| 14 | Jean Alesi            | Red Bull Sauber Petronas     | Sauber C17     | Petronas 3,0l V10     | G     |
| 15 | Johnny Herbert        | Red Bull Sauber Petronas     | Sauber C17     | Petronas 3,0l V10     | G     |
| 16 | Pedro Diniz           | Danka Zepter Arrows          | Arrows A19     | Arrows 3,0l V10       | B     |
| 17 | Mika Salo             | Danka Zepter Arrows          | Arrows A19     | Arrows 3,0l V10       | B     |
| 18 | Rubens Barrichello    | HSBC Stewart Ford            | Stewart SF2    | Ford Zetec-R 3,0l V10 | B     |
| 19 | Jos Verstappen        | HSBC Stewart Ford            | Stewart SF2    | Ford Zetec-R 3,0l V10 | B     |
| 20 | Ricardo Rosset        | PIAA Tyrrell                 | Tyrrell 026    | Ford Zetec-R 3,0l V10 | G     |
| 21 | Toranosuke Takagi     | PIAA Tyrrell                 | Tyrrell 026    | Ford Zetec-R 3,0l V10 | G     |
| 22 | Shinji Nakano         | Fondmetal Minardi Team       | Minardi M198   | Ford Zetec-R 3,0l V10 | B     |
| 23 | Esteban Tuero         | Fondmetal Minardi Team       | Minardi M198   | Ford Zetec-R 3,0l V10 | B     |
| Nr | Kierowca              | Zespół                       | Samochód       | Silnik                | Opony |

## Wyniki

### Kwalifikacje
| P  | Nr | Kierowca              | Konstruktor(-silnik) | Opony | Czas     | Odstęp   | Strata   |
| -- | -- | --------------------- | -------------------- | ----- | -------- | -------- | -------- |
| 1  | 3  | Michael Schumacher    | Ferrari              | G     | 1:18.561 | -        | -        |
| 2  | 4  | Eddie Irvine          | Ferrari              | G     | 1:18.907 | 0:00.346 | 0:00.346 |
| 3  | 8  | Mika Häkkinen         | McLaren-Mercedes     | B     | 1:18.940 | 0:00.033 | 0:00.379 |
| 4  | 5  | Giancarlo Fisichella  | Benetton-Playlife    | B     | 1:19.048 | 0:00.108 | 0:00.487 |
| 5  | 7  | David Coulthard       | McLaren-Mercedes     | B     | 1:19.169 | 0:00.121 | 0:00.608 |
| 6  | 10 | Ralf Schumacher       | Jordan-Mugen-Honda   | G     | 1:19.455 | 0:00.286 | 0:00.894 |
| 7  | 2  | Heinz-Harald Frentzen | Williams-Mecachrome  | G     | 1:19.522 | 0:00.067 | 0:00.961 |
| 8  | 6  | Alexander Wurz        | Benetton-Playlife    | B     | 1:19.569 | 0:00.047 | 0:01.008 |
| 9  | 1  | Jacques Villeneuve    | Williams-Mecachrome  | G     | 1:19.631 | 0:00.062 | 0:01.070 |
| 10 | 9  | Damon Hill            | Jordan-Mugen-Honda   | G     | 1:19.807 | 0:00.176 | 0:01.246 |
| 11 | 14 | Jean Alesi            | Sauber-Petronas      | G     | 1:20.493 | 0:00.686 | 0:01.932 |
| 12 | 18 | Rubens Barrichello    | Stewart-Ford         | B     | 1:20.530 | 0:00.037 | 0:01.969 |
| 13 | 15 | Johnny Herbert        | Sauber-Petronas      | G     | 1:20.650 | 0:00.120 | 0:02.089 |
| 14 | 12 | Jarno Trulli          | Prost-Peugeot        | B     | 1:20.709 | 0:00.059 | 0:02.148 |
| 15 | 11 | Olivier Panis         | Prost-Peugeot        | B     | 1:21.048 | 0:00.339 | 0:02.487 |
| 16 | 17 | Mika Salo             | Arrows               | B     | 1:21.120 | 0:00.072 | 0:02.559 |
| 17 | 16 | Pedro Diniz           | Arrows               | B     | 1:21.258 | 0:00.138 | 0:02.697 |
| 18 | 19 | Jos Verstappen        | Stewart-Ford         | B     | 1:21.501 | 0:00.243 | 0:02.940 |
| 19 | 21 | Toranosuke Takagi     | Tyrrell-Ford         | G     | 1:21.525 | 0:00.024 | 0:02.964 |
| 20 | 22 | Shinji Nakano         | Minardi-Ford         | B     | 1:22.078 | 0:00.553 | 0:03.517 |
| 21 | 23 | Esteban Tuero         | Minardi-Ford         | B     | 1:22.146 | 0:00.068 | 0:03.585 |
| 22 | 20 | Ricardo Rosset        | Tyrrell-Ford         | G     | 1:22.822 | 0:00.676 | 0:04.261 |
| P  | Nr | Kierowca              | Konstruktor(-silnik) | Opony | Czas     | Odstęp   | Strata   |

### Wyścig
| P                 | Nr | Kierowca | Konstruktor           | Opony               | Okr. | Czas / Strata | Komentarz              |                      |
| ----------------- | -- | -------- | --------------------- | ------------------- | ---- | ------------- | ---------------------- | -------------------- |
| 1                 |    | 8        | Mika Häkkinen         | McLaren-Mercedes    | B    | 67            | 1h32m14s789            |                      |
| 2                 |    | 3        | Michael Schumacher    | Ferrari             | G    | 67            | 1h32m17s000(+0:02.211) |                      |
| 3                 |    | 7        | David Coulthard       | McLaren-Mercedes    | B    | 67            | 1h32m48s952(+0:34.163) |                      |
| 4                 |    | 4        | Eddie Irvine          | Ferrari             | G    | 67            | 1h33m12s971(+0:58.182) |                      |
| 5                 |    | 2        | Heinz-Harald Frentzen | Williams-Mecachrome | G    | 67            | 1h33m15s036(+1:00.247) |                      |
| 6                 |    | 5        | Giancarlo Fisichella  | Benetton-Playlife   | B    | 67            | 1h33m16s148(+1:01.359) |                      |
| 7                 |    | 6        | Alexander Wurz        | Benetton-Playlife   | B    | 67            | 1h33m19s578(+1:04.789) |                      |
| 8                 |    | 1        | Jacques Villeneuve    | Williams-Mecachrome | G    | 66            | - 1 okr.               |                      |
| 9                 |    | 9        | Damon Hill            | Jordan-Mugen-Honda  | G    | 66            | - 1 okr.               |                      |
| 10                |    | 14       | Jean Alesi            | Sauber-Petronas     | G    | 66            | - 1 okr.               |                      |
| 11                |    | 18       | Rubens Barrichello    | Stewart-Ford        | B    | 65            | - 2 okr.               |                      |
| 12                |    | 11       | Olivier Panis         | Prost-Peugeot       | B    | 65            | - 2 okr.               |                      |
| 13                |    | 19       | Jos Verstappen        | Stewart-Ford        | B    | 65            | - 2 okr.               |                      |
| 14                |    | 17       | Mika Salo             | Arrows              | B    | 65            | - 2 okr.               |                      |
| 15                |    | 22       | Shinji Nakano         | Minardi-Ford        | B    | 65            | - 2 okr.               |                      |
| 16                |    | 21       | Toranosuke Takagi     | Tyrrell-Ford        | G    | 65            | - 2 okr.               |                      |
| Niesklasyfikowani |    |          |                       |                     |      |               |                        |                      |
|                   |    | 23       | Esteban Tuero         | Minardi-Ford        | B    | 56            | - 11 okr.              | silnik               |
|                   |    | 10       | Ralf Schumacher       | Jordan-Mugen-Honda  | G    | 53            | - 14 okr.              | hamulce              |
|                   |    | 15       | Johnny Herbert        | Sauber-Petronas     | G    | 37            | - 30 okr.              | silnik               |
|                   |    | 20       | Ricardo Rosset        | Tyrrell-Ford        | G    | 36            | - 31 okr.              | silnik               |
|                   |    | 12       | Jarno Trulli          | Prost-Peugeot       | B    | 6             | - 61 okr.              | przeniesienie napędu |
|                   |    | 16       | Pedro Diniz           | Arrows              | B    | 6             | - 61 okr.              | hydraulika           |
| P                 | Nr | Kierowca | Konstruktor           | Opony               | Okr. | Czas / Strata | Komentarz              |                      |

## Najszybsze okrążenia
| P  | Nr | Kierowca              | Konstruktor         | Opony | Okr. | Czas     | Odstęp   | Strata   |
| -- | -- | --------------------- | ------------------- | ----- | ---- | -------- | -------- | -------- |
| 1  | 8  | Mika Häkkinen         | McLaren-Mercedes    | B     | 25   | 1:20.450 | -        | -        |
| 2  | 7  | David Coulthard       | McLaren-Mercedes    | B     | 61   | 1:20.715 | 0:00.265 | 0:00.265 |
| 3  | 3  | Michael Schumacher    | Ferrari             | G     | 65   | 1:21.001 | 0:00.286 | 0:00.551 |
| 4  | 2  | Heinz-Harald Frentzen | Williams-Mecachrome | G     | 65   | 1:21.394 | 0:00.393 | 0:00.944 |
| 5  | 5  | Giancarlo Fisichella  | Benetton-Playlife   | B     | 65   | 1:21.506 | 0:00.112 | 0:01.056 |
| 6  | 4  | Eddie Irvine          | Ferrari             | G     | 62   | 1:21.667 | 0:00.161 | 0:01.217 |
| 7  | 1  | Jacques Villeneuve    | Williams-Mecachrome | G     | 33   | 1:21.701 | 0:00.034 | 0:01.251 |
| 8  | 9  | Damon Hill            | Jordan-Mugen-Honda  | G     | 66   | 1:21.741 | 0:00.040 | 0:01.291 |
| 9  | 6  | Alexander Wurz        | Benetton-Playlife   | B     | 61   | 1:21.778 | 0:00.037 | 0:01.328 |
| 10 | 10 | Ralf Schumacher       | Jordan-Mugen-Honda  | G     | 21   | 1:21.881 | 0:00.103 | 0:01.431 |
| 11 | 14 | Jean Alesi            | Sauber-Petronas     | G     | 43   | 1:21.979 | 0:00.098 | 0:01.529 |
| 12 | 15 | Johnny Herbert        | Sauber-Petronas     | G     | 23   | 1:22.712 | 0:00.733 | 0:02.262 |
| 13 | 11 | Olivier Panis         | Prost-Peugeot       | B     | 61   | 1:22.931 | 0:00.219 | 0:02.481 |
| 14 | 21 | Toranosuke Takagi     | Tyrrell-Ford        | G     | 47   | 1:23.392 | 0:00.461 | 0:02.942 |
| 15 | 18 | Rubens Barrichello    | Stewart-Ford        | B     | 33   | 1:23.412 | 0:00.020 | 0:02.962 |
| 16 | 17 | Mika Salo             | Arrows              | B     | 23   | 1:23.552 | 0:00.140 | 0:03.102 |
| 17 | 19 | Jos Verstappen        | Stewart-Ford        | B     | 30   | 1:23.944 | 0:00.392 | 0:03.494 |
| 18 | 23 | Esteban Tuero         | Minardi-Ford        | B     | 50   | 1:24.024 | 0:00.080 | 0:03.574 |
| 19 | 20 | Ricardo Rosset        | Tyrrell-Ford        | G     | 23   | 1:24.161 | 0:00.137 | 0:03.711 |
| 20 | 22 | Shinji Nakano         | Minardi-Ford        | B     | 61   | 1:24.210 | 0:00.049 | 0:03.760 |
| 21 | 16 | Pedro Diniz           | Arrows              | B     | 5    | 1:25.285 | 0:01.075 | 0:04.835 |
| 22 | 12 | Jarno Trulli          | Prost-Peugeot       | B     | 4    | 1:25.328 | 0:00.043 | 0:04.878 |
| P  | Nr | Kierowca              | Konstruktor         | Opony | Okr  | Czas     | Odstęp   | Strata   |

## Klasyfikacja po wyścigu

### Kierowcy
| P  | +/− | Kierowca              | Starty | Punkty | P1 | P2 | P3 | PP | NO | NS |
| -- | --- | --------------------- | ------ | ------ | -- | -- | -- | -- | -- | -- |
| 1  | 0   | Mika Häkkinen         | 15     | 90     | 7  | 2  | 1  | 9  | 6  | 3  |
| 2  | 0   | Michael Schumacher    | 15     | 86     | 6  | 2  | 3  | 2  | 5  | 2  |
| 3  | 0   | David Coulthard       | 15     | 52     | 1  | 6  | 1  | 3  | 3  | 4  |
| 4  | 0   | Eddie Irvine          | 15     | 41     | -  | 2  | 5  | -  | -  | 3  |
| 5  | 0   | Jacques Villeneuve    | 15     | 20     | -  | -  | 2  | -  | -  | 3  |
| 6  | 0   | Damon Hill            | 15     | 17     | 1  | -  | -  | -  | -  | 5  |
| 7  | 0   | Alexander Wurz        | 15     | 17     | -  | -  | -  | -  | 1  | 4  |
| 8  | 0   | Giancarlo Fisichella  | 15     | 16     | -  | 2  | -  | 1  | -  | 5  |
| 9  | +1  | Heinz-Harald Frentzen | 15     | 15     | -  | -  | 1  | -  | -  | 4  |
| 10 | −-1 | Ralf Schumacher       | 15     | 14     | -  | 1  | 1  | -  | -  | 6  |
| 11 | 0   | Jean Alesi            | 15     | 9      | -  | -  | 1  | -  | -  | 4  |
| 12 | 0   | Rubens Barrichello    | 15     | 4      | -  | -  | -  | -  | -  | 9  |
| 13 | 0   | Mika Salo             | 15     | 3      | -  | -  | -  | -  | -  | 10 |
| 14 | 0   | Pedro Diniz           | 15     | 3      | -  | -  | -  | -  | -  | 10 |
| 15 | 0   | Johnny Herbert        | 15     | 1      | -  | -  | -  | -  | -  | 8  |
| 16 | 0   | Jarno Trulli          | 15     | 1      | -  | -  | -  | -  | -  | 9  |
| 17 | 0   | Jan Magnussen         | 7      | 1      | -  | -  | -  | -  | -  | 4  |
| 18 | 0   | Shinji Nakano         | 15     | -      | -  | -  | -  | -  | -  | 5  |
| 19 | 0   | Esteban Tuero         | 15     | -      | -  | -  | -  | -  | -  | 11 |
| 20 | 0   | Ricardo Rosset        | 11     | -      | -  | -  | -  | -  | -  | 7  |
| 21 | 0   | Toranosuke Takagi     | 15     | -      | -  | -  | -  | -  | -  | 7  |
| 22 | 0   | Olivier Panis         | 15     | -      | -  | -  | -  | -  | -  | 8  |
| 23 | 0   | Jos Verstappen        | 8      | -      | -  | -  | -  | -  | -  | 5  |
| P  | +/− | Kierowca              | Starty | Punkty | P1 | P2 | P3 | PP | NO | NS |

### Konstruktorzy
| P  | +/− | Konstruktor         | Starty | Punkty | P1 | P2 | P3 | PP | NO | NS |
| -- | --- | ------------------- | ------ | ------ | -- | -- | -- | -- | -- | -- |
| 1  | 0   | McLaren-Mercedes    | 30     | 142    | 8  | 8  | 2  | 12 | 9  | 7  |
| 2  | 0   | Ferrari             | 30     | 127    | 6  | 4  | 8  | 2  | 5  | 5  |
| 3  | 0   | Williams-Mecachrome | 30     | 35     | -  | -  | 3  | -  | -  | 7  |
| 4  | 0   | Benetton-Playlife   | 30     | 33     | -  | 2  | -  | 1  | 1  | 9  |
| 5  | 0   | Jordan-Mugen-Honda  | 30     | 31     | 1  | 1  | 1  | -  | -  | 11 |
| 6  | 0   | Sauber-Petronas     | 30     | 10     | -  | -  | 1  | -  | -  | 12 |
| 7  | 0   | Arrows              | 30     | 6      | -  | -  | -  | -  | -  | 20 |
| 8  | 0   | Stewart-Ford        | 30     | 5      | -  | -  | -  | -  | -  | 18 |
| 9  | 0   | Prost-Peugeot       | 30     | 1      | -  | -  | -  | -  | -  | 17 |
| 10 | 0   | Minardi-Ford        | 30     | -      | -  | -  | -  | -  | -  | 16 |
| 11 | 0   | Tyrrell-Ford        | 26     | -      | -  | -  | -  | -  | -  | 14 |
| P  | +/− | Konstruktor         | Starty | Punkty | P1 | P2 | P3 | PP | NO | NS |